# Jitsu wa watashi wa
Jitsu wa watashi wa (jap. 実は私は) – manga autorstwa Eijiego Masudy, publikowana na łamach magazynu „Shūkan Shōnen Champion” wydawnictwa Akita Shoten od stycznia 2013 do lutego 2017. Całość została zebrana w 22 tomach.
Na jej podstawie studio TMS Entertainment stworzyło serial anime, który emitowano od lipca do września 2015.

## Fabuła
Asahi Kuromine, zwyczajny uczeń liceum, który rzekomo nie potrafi dochować żadnej tajemnicy, szybko zostaje wystawiony na próbę, gdy przyłapuje swoją koleżankę z klasy i obiekt westchnień, Youko Shiragami, na rozwijaniu wielkich skrzydeł z pleców w momencie, gdy próbuje jej wyznać uczucia. Okazuje się, że Youko jest wampirzycą i może uczęszczać do zwykłej szkoły tylko pod jednym warunkiem – nikt nie może poznać jej prawdziwej tożsamości. Utrzymanie tej tajemnicy okazuje się trudne, ponieważ Youko jest nieco roztrzepana, a przyjaciółka z dzieciństwa Asahiego, Mikan, nieustannie dokucza im obojgu. Miłość między Asahim a Youko zaczyna rozkwitać, ale nie wszystko układa się gładko. Z czasem Asahi odkrywa, że inne dziewczyny w jego szkole również skrywają sekrety: niewielka kosmitka pilotująca ludzkich rozmiarów egzoszkielet, wilkołak zmieniający płeć za każdym razem, gdy zobaczy księżyc, tysiącletnia demonica, która potajemnie zarządza szkołą – i inne postacie, które nie tylko utrudniają Asahiemu utrzymanie tajemnicy Youko, ale także po cichu darzą go uczuciem i nie znoszą myśli o jego związku z Youko, dlatego próbują ich rozdzielić.

## Bohaterowie
- Asahi Kuromine (jap. 黒峰 朝陽 Kuromine Asahi)

Seiyū: Natsuki Hanae 
- Youko Shiragami (jap. 白神 葉子 Shiragami Yōko)

Seiyū: Yū Serizawa 
- Nagisa Aizawa (jap. 藍澤 渚 Aizawa Nagisa)

Seiyū: Inori Minase 
- Mikan Akemi (jap. 朱美 みかん Akemi Mikan)

Seiyū: Reina Ueda 
- Shiho Shishido (jap. 紫々戸 獅穂 Shishido Shiho)

Seiyū: Aya Uchida 

## Manga
Seria była publikowana w magazynie „Shūkan Shōnen Champion” od 31 stycznia 2013 do 16 lutego 2017. Wydawnictwo Akita Shoten zebrało jej rozdziały w 22 tankōbonach, które wydawane były od 7 czerwca 2013 do 8 marca 2017.
| Nr | Data wydania (język japoński) | ISBN (język japoński)  |
| -- | ----------------------------- | ---------------------- |
| 1  | 7 czerwca 2013                | ISBN 978-4-25-322168-9 |
| 2  | 8 sierpnia 2013               | ISBN 978-4-25-322169-6 |
| 3  | 8 października 2013           | ISBN 978-4-25-322170-2 |
| 4  | 6 grudnia 2013                | ISBN 978-4-25-322171-9 |
| 5  | 7 lutego 2014                 | ISBN 978-4-25-322172-6 |
| 6  | 8 maja 2014                   | ISBN 978-4-25-322173-3 |
| 7  | 8 lipca 2014                  | ISBN 978-4-25-322174-0 |
| 8  | 8 września 2014               | ISBN 978-4-25-322175-7 |
| 9  | 8 grudnia 2014                | ISBN 978-4-25-322176-4 |
| 10 | 6 lutego 2015                 | ISBN 978-4-25-322177-1 |
| 11 | 8 kwietnia 2015               | ISBN 978-4-25-322521-2 |
| 12 | 8 lipca 2015                  | ISBN 978-4-25-322522-9 |
| 13 | 8 września 2015               | ISBN 978-4-25-322523-6 |
| 14 | 6 listopada 2015              | ISBN 978-4-25-322524-3 |
| 15 | 8 stycznia 2016               | ISBN 978-4-25-322525-0 |
| 16 | 8 kwietnia 2016               | ISBN 978-4-25-322526-7 |
| 17 | 8 czerwca 2016                | ISBN 978-4-25-322527-4 |
| 18 | 8 sierpnia 2016               | ISBN 978-4-25-322528-1 |
| 19 | 7 października 2016           | ISBN 978-4-25-322529-8 |
| 20 | 8 grudnia 2016                | ISBN 978-4-25-322530-4 |
| 21 | 8 lutego 2017                 | ISBN 978-4-25-322801-5 |
| 22 | 8 marca 2017                  | ISBN 978-4-25-322802-2 |

## Anime
Telewizyjny serial anime na podstawie mangi był emitowany w Japonii od 6 lipca do 28 września 2015. Za produkcję odpowiadało studio TMS Entertainment, reżyserią zajął się Yasutaka Yamamoto, scenariusz napisał Kenichi Yamashita, a postacie zaprojektował Hirotaka Marufuji. Motywem otwierającym jest „Himitsu o chōdai” (jap. ひみつをちょーだい) w wykonaniu Ars Magna, a natomiast końcowym „Ienai ienai” (jap. 言えない言えない) autorstwa Hilcrhyme.

## Odbiór
Do marca 2016 manga sprzedała się w liczbie 1,5 miliona egzemplarzy.